# Juan José Lobato
Juan José Lobato do Vale (Trebujena, Cádis, 30 de dezembro de 1988), mais conhecido como Juanjo Lobato, é um ciclista espanhol membro da equipa Euskaltel-Euskadi.

## Biografia
Especialista em sprints, de facto ganhou o Campeonato da Espanha júnior em 2006, estreia como amador em categoria sub-23 na equipa Würth em 2007 para depois passar ao Cueva El Soplao e depois ao Andaluzia-CajaSur amador. A sua melhor vitória como amador foi a conseguida na Clássica Cidade de Torredonjimeno.
Profissional a partir de 2011 na equipa Andaluzia-Caja Granada, ainda que a partir de agosto de 2010 já integrou a equipa como stagiaire (aprendiz) em onde estreia no Circuito de Guecho e depois disputou a Volta a Portugal em onde culminou 3.º em duas etapas.
Em outubro, obteve um destacado 9.º lugar no campeonato do mundo de estrada sub-23, sendo o melhor espanhol.
Ao início da temporada de 2011, conseguiu um 2.º lugar na Volta à Andaluzia.
Em outubro de 2012 alinhou pela equipa ciclista basca Euskaltel Euskadi, depois do novo projeto da equipa de contratar ciclistas não nascidos no País Basco, Navarra ou País Basco francês (zona denominada Euskal Herria) ou tinham fazer parte das categorias inferiores de alguma equipa dos territórios antes mencionados. Na temporada conseguiu duas vitórias, a 2.ª etapa da Volta a Castela e Leão e o Circuito de Guecho. Fez parte da equipa no Tour de France conseguindo a 5.ª localização na 6.ª etapa. Além deste, outros resultados destacados foram a 4.ª praça na Clássica de Almeria, pódio numa etapa (3.º) do Volta ao Luxemburgo e em 2 etapas (2.º e 3.º) da Volta à Baviera.
Depois do definitivo desaparecimento do Euskaltel Euskadi, a 28 de outubro de 2013 foi anunciado o contrato de Lobato por parte do Movistar a partir de 2014 e por três temporadas.
A princípios da temporada de 2018, foi expulso da sua equipa (Team LottoNL-Jumbo) por ter em posse medicamentos para dormir não fornecidos pela equipa, o que supunha uma violação das normas internas da equipa. Depois de umas semanas sem equipa, no final de fevereiro anunciou-se sua incorporação à equipa italiana Nippo-Vini Fantini-Europa Ovini.

## Palmarés
- 2011
  - Circuito de Guecho

- 2012
  - 2 etapas da Volta ao Chile
  - 1 etapa da Volta ao Lago Qinghai

- 2013
  - 1 etapa da Volta a Castela e Leão
  - Circuito de Guecho

- 2014
  - 1 etapa do Tour de Valônia
  - 1 etapa da Volta a Burgos

- 2015
  - 1 etapa do Tour Down Under
  - 2 etapas da Volta à Andaluzia

- 2016
  - 1 etapa do Tour de Dubai
  - 1 etapa do Circuito de la Sarthe
  - Volta à Comunidade de Madri, mais 1 etapa

- 2017
  - 1 etapa do Tour de l'Ain

- 2018
  - Coppa Sabatini

- 2021
  - 1 etapa da Volta ao Alentejo

## Resultados em Grandes Voltas e Campeonatos do Mundo
| Corrida            | Corrida            | 2011 | 2012  | 2013  | 2014 | 2015 | 2016 | 2017  | 2018 | 2019  | 2020 | 2021  |
| ------------------ | ------------------ | ---- | ----- | ----- | ---- | ---- | ---- | ----- | ---- | ----- | ---- | ----- |
|                    | Giro d'Italia      | —    | —     | —     | —    | Ab.  | —    | —     | —    | 134.º | —    | —     |
|                    | Tour de France     | —    | —     | 165.º | —    | —    | —    | —     | —    | —     | —    | —     |
|                    | Volta a Espanha    | Ab.  | 174.º | —     | —    | —    | —    | 114.º | —    | —     | —    | 136.º |
| Mundial em Estrada | Mundial em Estrada | —    | —     | —     | —    | 52.º | Ab.  | —     | —    | —     | —    | —     |

—: não participa

Ab.: abandono

## Equipas
- Andalucía (2010[11]-2012)
  - Andaluzia-CajaSur (2010)[11]
  - Andaluzia-Caixa Granada (2011)
  - Andaluzia (2012)
- Euskaltel Euskadi (2013)
- Movistar Team (2014-2016)
- Team LottoNL-Jumbo (2017)
- Nippo-Vini Fantini (02.2018-2019)
  - Nippo-Vini Fantini-Europa Ovini (02.2018-12.2018)
  - Nippo-Vini Fantini-Faizanè (2019)
- Euskaltel-Euskadi[12] (2020-)